# Consens de 1992
El Consens de 1992 (xinès tradicional: 九二共識; xinès simplificat: 九二共识; Pinyin: Jiŭ Èr Gòng shí) és un terme polític en referència als presumptes resultats d'una reunió en 1992 entre els representants semi-oficials de la República Popular de la Xina en la part continental de la Xina i la República de la Xina a Taiwan. L'actual Guomindang de la República de la Xina (Taiwan), diu que existeix el consens, mentre que el que va ser President de la República de la Xina i del Guomindang en 1992, Lee Teng-hui així com el Partit Progressista Democràtic, neguen l'existència del consens de 1992. El consens, segons el descrit per alguns observadors, és que, sobre el tema del "principi d'una sola Xina", totes dues parts reconeixen que hi ha una sola "Xina" - tant a la Xina continental i a l'illa de Taiwan pertanyen a la mateixa Xina, però totes dues parts estan d'acord a interpretar el significat que una Xina d'acord amb la seva pròpia definició individual.
Els crítics del terme, incloent el Partit Progressista Democràtic, assenyalen que pel fet que no va haver-hi acord sobre el "significat" i la comprensió mútua de "la Xina" i quin govern, ja sigui la República de la Xina o la República Popular de la Xina, representa a "la Xina", i que no era un "consens" en absolut. L'antic secretari general del Consell Nacional Su Chi va admetre que ell va inventar el terme en 2000, vuit anys després de les reunions.
La posició de la República Popular de la Xina és que hi ha una sobirania indivisible de la Xina, i que la República Popular de la Xina és l'únic representant legítim de la sobirania. La posició del Guomindang de la República de la Xina és que hi ha una sobirania indivisible de la Xina, i que la República de la Xina és l'únic representant legítim de la sobirania.
El 2 de gener de 2019, el President de la República Popular de la Xina Xi Jinping va marcar el missatge del 40è aniversari als seus compatriotes de Taiwan amb un llarg discurs en el qual demanava l'adhesió al Consens de 1992 i s'oposava enèrgicament a la independència de Taiwan. Va dir que la resolució política del problema de Taiwan serà la fórmula utilitzada a Hong Kong i Macau, un país, dos sistemes.
El 2 de gener de 2019, la presidenta de Taiwan, Tsai Ing-wen, en resposta al discurs de Xi, va declarar que "la definició de les autoritats de Pequín del 'Consens de 1992' és 'una Xina' i 'un país, dos sistemes'", i que "nosaltres mai hem acceptat el "Consens de 1992". No obstant això, Tsai demana que les negociacions de govern a govern resolguin l'estatus polític de Taiwan en lloc de les consultes polítiques amb els partits polítics taiwanesos per a promoure els seus objectius de reunificació.